# Gambit de dama
|  | Per a altres significats, vegeu «Gambit de dama (desambiguació)». |

El gambit de dama (sovint abreujat en literatura escaquística amb l'acrònim anglès QG, de Queen's Gambit), és una obertura d'escacs en la qual les blanques i les negres juguen
1.d4, d5
2.c4
El gambit de dama (ECO D06-D69) és un dels principals sistemes per jugar una obertura tancada. S'ha jugat des dels inicis dels escacs moderns, i encara es juga a tots els nivells, campionats del món inclosos.
El gambit de dama és una de les obertures més estudiades. De fet, després d'aquests moviments existeix un gran ventall d'obertures i variants, que històricament s'engloben sota la denominació comú de gambit de dama. Com en tots els gambits, aquesta obertura es caracteritza per l'oferiment d'un peó a l'adversari, amb la finalitat d'assolir avantatge.
A diferència del gambit de rei, on les negres poden obligar les blanques a jugar tota la partida amb un peó menys, aquesta obertura, estrictament parlant, no és un gambit com a tal, ja que les blanques, en el cas que les negres capturin el peó (evolució cap al gambit de dama acceptat), poden recuperar fàcilment la igualtat numèrica de peces (per exemple, 1.d4 d5 2.c4 dxc4 podria continuar amb 3. Da4+, i les blanques recuperen el peó immediatament), i si les negres volen conservar el peó de més acostumen a caure en posicions perdudes, i sempre inferiors.
Si les negres no capturen el peó, s'obre el catàleg dels gambits de dama refusats.